# Sent Sauve de Belagarda
Sent Sauve de Bèla Garda (en francès Saint-Silvain-Bellegarde) és una comuna (municipi) de França, a la regió de la Nova Aquitània, departament de la Cruesa.
La seva població al cens de 1999 era de 216 habitants. No està integrada en cap Communauté de communes.

## Demografia
| 1968 | 1975 | 1982 | 1990 | 1999 |
| ---- | ---- | ---- | ---- | ---- |
| 374  | 307  | 248  | 238  | 216  |

## Administració
| Període   | Identitat        | Partit |
| --------- | ---------------- | ------ |
| 1989-2008 | Olivier Bertrand | UMP    |
| 2008-     | Serge Dumontant  | PS     |